# Lissochelifer tonkinensis
Lissochelifer tonkinensis är en spindeldjursart som först beskrevs av Beier 1951.  Lissochelifer tonkinensis ingår i släktet Lissochelifer och familjen tvåögonklokrypare. Inga underarter finns listade i Catalogue of Life.